# Rafael Barrett
Rafael Barrett, nome completo Rafael Angel Jorge Julián Barrett y Álvarez de Toledo, (Torrelavega, espanhol, 7 de Janeiro , 1876 – Arcachon, França, 17 de Dezembro, 1910) foi escritor espanhol, filósofo e jornalista, que desenvolveu a maior parte de sua produção literária no Paraguai, tornando-se uma figura importante da literatura paraguaia durante o século XX. É particularmente conhecido por seus contos e ensaios com conteúdo filosófico profundo, que expôs um vitalismo que o existencialismo, de alguma forma antecipada. Suas declarações filosóficas e políticas em favor do anarquismo são também conhecidas.

## Vida
Barrett nasceu em Torrelavega no ano de 1876, com o nome de Rafael Ángel Jorge Julián Barrett y Álvarez de Toledo, no seio de uma família hispano-inglesa rica, com seus pais George Barret Clarke, natural de Coventry (Inglaterra) e Maria del Carmen Álvarez de Toledo y Torano, natural de Villafranca del Bierzo, província de León. Com vinte anos de idade mudou-se para Madrid, para estudar engenharia, lá ele se tornou amigo de Valle-Inclán, Ramiro de Maeztu e outros membros da geração de 98. Em Madrid, viveu como menino rebelde, indo de casino para casino e de mulher para mulher, alternando com as visitas a importantes encontros literários em Paris e Madri.
Seus constantes ataques de ira o induziram a algum confronto com um membro da nobreza, o Duque de Arion, que concordou em duelar no meio de uma função de Circo do Pari. O Duque de Arion foi presidente do Tribunal de Honra, que o desqualifica para um duelo com o advogado José María Azopardo, que o caluniou. Tudo isso fez um grande escândalo em apenas seis meses.

### Carreira e últimos anos
Suas viagens através da Argentina, Uruguay e particularmente ao Paraguai definiram-no como um escritor durante o desenvolvimento de seu trabalho jornalístico.
Foi no novo continente, mais especificamente, no Paraguai, onde ele fez a si mesmo como um escritor, descobriu o verdadeiro amor e a paternidade.

## Obra
A obra de Rafael Barret é muito conhecida. Curto e não sistemática, que foi publicada quase integralmente em jornais do Paraguai, Uruguai e Argentina. No entanto, seu pensamento influenciou notadamente na América Latina e especialmente na zona de Rio de la Plata. Embora esta influência não tenha sido tão profunda, foi o suficiente para ser mencionada por Ramiro de Maeztu como uma “figura na história da América”.
- "El postulado de Euclides" (O postulado de Euclides). Dois artigos de divulgação científica publicada na Revista Contemporânea. (5/30/1897)
- "Sobre el espesor y la rigidez de la corteza terrestre" (Da espessura e rigidez da superfície da Terra). Os dois únicos artigos de Barret publicado na Espanha. (2/28/1898).
- Em 1904, ele escreve no The Mail espanhol de Buenos Aires e atua como secretário do republicano Campeonato Espanhol da cidade.
- Em 1905, ele escreve regularmente para El Diario de Assunção. Ele começa a trabalhar no departamento de engenheiros e do trem.
- Em 1906, seu trabalho jornalístico aumenta progressivamente. ele escreve para Los Sucesos, la tarde, Alon, Paraguai, El Cívico. Ao mesmo tempo, seu trabalho torna-se mais voltado para os problemas sociais com uma visão crítica profunda.
- Em 1909, seu livro "Actual Moralities" tinha um "sucesso louco".
- "La Rebelión", Asunción del Paraguay, 15 de marzo de 1909
- A partir de ahora el combate será libre. Recopilación de artículos prologados por Santiago Alba Rico, Madrid, Ladinamo Libros, ISBN 84-607-6754-X

### Meu anarquismo
Os pensamentos sociais e políticos das experiências de Rafael Barret, no decorrer de seus sete anos de expressão, teve uma transformação clara que vai de um individualismo que converge características vitalistas Nietzschianas , a um anarquismo mútuo plenamente assumido.
É de 1908, que Barret começa a se auto-definir como anarquista em seu famoso panfleto My Anarchism.
O sentido etimológico da "ausência de governo" é suficiente para mim. Temos de destruir o espírito de autoridade e o prestígio das leis. Isso mesmo!. Esse seria o trabalho do exame gratuito. Os tolos pensam que anarquia é a desordem e que sem o governo, a sociedade sempre acaba em caos. Eles não concebem outra ordem que a imposta do exterior pelo terror das armas.

## Legado
Três dos maiores escritores da América do Sul manifestaram a sua profunda admiração pelo trabalho de Barrett e sua influência sobre eles.
O trabalho de barret, além do compromisso singular com seu tempo e circunstância, contém uma beleza e um excepcional valor estético. No Paraguai se que Barret começa desde a concepção do realismo crítico, na visão da questão da narrativa, e seus contos revelam grande parte do seu dom notável para estética na construção do conto. O autor que, através de seu trabalho, com habilidade, sensibilidade e beleza, dá a exuberância de seu trabalho não esquece a ironia e o paradoxo, essencialmente, de recursos intelectuais.